# 에데르지투 안토니우 마세두 로페스
에데르지투 안토니우 마세두 로페스(포르투갈어: Éderzito António Macedo Lopes, 1987년 12월 22일 기니비사우 비사우 ~ )는 흔히 에데르(포르투갈어: Éder)로 알려진 포르투갈의 전 프로 축구 선수로, 과거 공격수로 활약하였다.
그는 2008년 코임브라 입단으로 프로 축구 경력이 시작되었고, 4년 후 브라가로 이적했다. 2012년 포르투갈 축구 국가대표팀의 일원이 된 에데르는 2014년 FIFA 월드컵과 UEFA 유로 2016에서 포르투갈 국가대표로 출전했다.

## 클럽 경력

### 초기 경력 및 아카데미카
기니비사우의 비사우 출신으로, 에데르는 청소년기에 포르투갈로 이주하여 12세때 코임브라를 연고로 하는 아소시아상 데스포르티바 쿨투랄 다 아데미아에서 축구를 시작했다. 그는 올리베이라 오스피탈과 토리젠스에서 성인 무대에 첫 선을 보였는데, 후자의 팀은 3부 리그에 위치한 아카데미카의 팜팀이다.
에데르는 2008년 8월 24일, 0-1로 패한 에스트렐라 다 아마도라 원정 경기에서 첫 1부 리그 데뷔전을 치렀다. 그는 시즌 마지막 경기인 나발전에서 동점골을 뽑아내며 클럽 1호골을 득점하여 학생단 (Os Estudantes) 이 3-1로 이기도록 도왔다.
2010년 5월 2일, 에데르는 나시오날 전에서 결승골일 것으로 보인 득점에 성공하였으나, 원정팀에게 90분에 동점골을 허용하며 3-3으로 비겼다. 이듬해 9월 12일, 코임브라에서 열린 또다시 같은 상대로 열린 경기에서, 그는 멀티골로 4-0 대승을 견인했고, 시즌을 16경기 출전 5골로 마쳤다; 그는 클럽이 결승전에서 스포르팅 리스본을 꺾고, 1938-39 시즌 이래 첫 타사 드 포르투갈 우승을 거두도록 도왔으나, 이 대회에서는 직원들에게 훈련장에 몇주 동안 알리지 않은 것으로 출장 정지 징계를 받아 처음 몇 경기 출전하는데 그쳤고, 그를 영입에 대한 관심이 증가했다.

### 브라가
2012년 여름, 에데르는 브라가와 4년 계약을 맺었다. 그는 9월 2일, 0-2로 패한 파수스 드 페헤이라전에서 공식 데뷔전을 치렀으나, 그달 말, 4-1로 이긴 히우 아브와의 홈경기, 4-4로 비긴 올랴넨스와의 홈경기 미뉴 현 연고의 클럽에게 도합 2골을 선사했다.
2012년 11월 30일, 타사 드 포르투갈 5라운드에서, 에데르는 결승골을 득점하며 포르투갈 거함 포르투를 2-1로 따돌리고, 8강행 진출권을 손에 넣었다. 2013년 1월 6일, 무헤이렌스와의 리그 경기에서 후반 시작이 얼마 지나지 않아 경기의 1-0 결승골을 집어넣었다. 2월 23일, 비토리아와의 지역 더비 경기에서 전반, 후반에 한골씩 득점해 이스타디우 무니시팔 드 브라가에서 열린 홈경기에서 3-2 승리를 견인했으나, 3월 초에 인대 파열로 쓰러져 시즌 잔여 기간 동안 더 출전하지 못했다.

## 국가대표팀 경력
에데르는 국제경기에서 포르투갈을 대표하기로 선택했다. 브라가에서의 인상적인 활약을 바탕으로, 그는 2012년 8월, 룩셈부르크와의 2014년 FIFA 월드컵 예선전 원정 경기를 위해 처음으로 국가대표팀에 차출되었으나, 9월 7일 열린 이 경기 내내 벤치에서 2-1로 이기는 것을 지켜봐야만 했다. 그는 나흘 후에 열린 아제르바이잔과의 예선전에서 엘데르 포스티가와 막판에 교체되어 들어가 데뷔전을 치렀고, 경기는 3-0 홈팀의 승리로 끝났다.
2014년 5월 19일, 에데르는 브라질에서 열릴 본선에 참가할 최종 23인 엔트리에 발탁되었다. 그는 6월 16일, 0-4로 패한 독일과의 조별 리그 경기에서 전반전에 부상당한 우구 알메이다와 교체되어 들어가 대회 첫 경기를 치렀다. 2-2로 비긴 미국과의 2차전에서, 그는 또다시 부상당한 공격수의 교체 요원이 되었는데, 이번에는 포스티가와 교체되었다.
UEFA 유로 2016에서는 프랑스와의 결승전에서 연장 후반전에 결승골을 기록하면서 포르투갈의 사상 첫 메이저대회 우승 및 UEFA 유럽 축구 선수권 대회 우승에 공헌했다.

## 수상

### 클럽
아카데미카
- 타사 드 포르투갈: 2011–12

브라가
- 타사 드 포르투갈: 2012–13

### 국가대표팀
포르투갈
- UEFA 유럽 축구 선수권 대회 : 2016

#### 훈장
- 포르투갈 명예 훈장 사령관[24]

## 통계

### 클럽
2018년 5월 13일 기준
| 클럽                | 시즌      | 리그                | 리그 | 리그 | 컵   | 컵 | 기타 | 기타 | 합계 | 합계 |
| 클럽                | 시즌      | 단계                | 출장 | 골   | 출장 | 골 | 출장 | 골   | 출장 | 골   |
| ------------------- | --------- | ------------------- | ---- | ---- | ---- | -- | ---- | ---- | ---- | ---- |
| 토리젠스            | 2006–07   | 세궁다 디비상       | 7    | 1    | 1    | 0  | —    | —    | 8    | 1    |
| 토리젠스            | 2007–08   | 세궁다 디비상       | 34   | 10   | 1    | 0  | —    | —    | 35   | 10   |
| 토리젠스            | 2008–09   | 세궁다 디비상       | 1    | 0    | 1    | 0  | —    | —    | 2    | 0    |
| 토리젠스            | 합계      | 합계                | 42   | 11   | 3    | 0  | —    | —    | 45   | 11   |
| 아카데미카          | 2008–09   | 프리메이라리가      | 24   | 1    | 6    | 0  | —    | —    | 30   | 1    |
| 아카데미카          | 2009–10   | 프리메이라리가      | 22   | 4    | 5    | 2  | —    | —    | 27   | 6    |
| 아카데미카          | 2010–11   | 프리메이라리가      | 21   | 2    | 6    | 3  | —    | —    | 27   | 5    |
| 아카데미카          | 2011–12   | 프리메이라리가      | 16   | 5    | 5    | 1  | —    | —    | 21   | 6    |
| 아카데미카          | 합계      | 합계                | 83   | 12   | 22   | 6  | —    | —    | 105  | 18   |
| 브라가              | 2012–13   | 프리메이라리가      | 18   | 13   | 7    | 3  | 6    | 0    | 31   | 16   |
| 브라가              | 2013–14   | 프리메이라리가      | 13   | 3    | 2    | 1  | 1    | 0    | 16   | 4    |
| 브라가              | 2014–15   | 프리메이라리가      | 29   | 10   | 6    | 3  | —    | —    | 35   | 13   |
| 브라가              | 합계      | 합계                | 60   | 26   | 15   | 7  | 7    | 0    | 82   | 33   |
| 스완지 시티         | 2015–16   | 프리미어리그        | 13   | 0    | 2    | 0  | —    | —    | 15   | 0    |
| 스완지 시티         | 합계      | 합계                | 13   | 0    | 2    | 0  | 0    | 0    | 15   | 0    |
| 릴                  | 2015–16   | 리그 1              | 13   | 6    | 1    | 0  | —    | —    | 14   | 6    |
| 릴                  | 2016–17   | 리그 1              | 31   | 6    | 5    | 1  | 1    | 0    | 37   | 7    |
| 릴                  | 합계      | 합계                | 44   | 12   | 6    | 1  | 1    | 0    | 51   | 13   |
| 로코모티프 모스크바 | 2017–18   | 러시아 프리미어리그 | 18   | 4    | 1    | 0  | 9    | 0    | 28   | 4    |
| 로코모티프 모스크바 | 합계      | 합계                | 18   | 4    | 1    | 0  | 9    | 0    | 28   | 4    |
| 경력 합계           | 경력 합계 | 경력 합계           | 242  | 61   | 48   | 14 | 8    | 0    | 298  | 75   |

1. ↑  UEFA 챔피언스리그 경기 출전 횟수
2. 1 2 3  UEFA 유로파리그 경기 출전 횟수